# Michael Stifel
Michael Stifel   (Esslingen am Neckar, 1487 - Jena, 19 d'abril de 1567) va ser un matemàtic alemany del segle xvi. Partidari de la Reforma i amic personal de Martí Luter.

## Vida
Va ingressar de jove al convent dels agustins de Esslingen, el seu poble natal, on va ser ordenat sacerdot el 1511. Va ser un dels primers seguidors de la Reforma Protestant de Martí Luter (també agustí), a qui va dedicar diferents himnes encomiàstics. Va abandonar el monestir i va esdevenir pastor, marxant al Tirol. Les persecucions dels reformistes, l'obligaren a abandonar la regió, per establir-se com a pastor el 1528 a Lochau (actualment denominada Annaberg-Buchholz), prop de Wittenberg, lloc de residència de Luter. En aquesta localitat va contraure matrimoni amb la filla del pastor precedent; el matrimoni va ser oficiat pel mateix Luter.
En la dècada dels anys 20 s'interessà pel que ell denominava wortrechnung (càlcul per paraules): la interpretació de les paraules (especialment de les Escriptures) a través dels seus valors numèrics, arribant a "demostrar" que el papa Lleó X s'identificava amb el 666, el nombre de la bèstia. El 1532 publica anònimament un llibre titulat Ein rechenbüchlein vom Endchrist. Apocalypsis in Apocalypsim (Llibre d'aritmètica sobre l'anticrist. Una revelació a la Revelació) en el que prediu que la fi del món serà el dia 18 d'octubre de 1533 a les 8 del matí. En no donar-se el fet, no solament va ser desposseït de la seva parròquia, sinó que a més va ser empresonat. Això no obstant, Luter va intervenir en el seu favor, i va aconseguir que li assignessin la parròquia d'Holzdorf, no pas lluny d'Annaberg, el 1535.
A partir d'aquest moment va començar un estudi sistemàtic de les matemàtiques a la Universitat de Wittenberg (avui Universitat de Halle) sota la direcció de Jakob Milich. Els anys següents són els anys de producció científica de Stifel: el 1544 publica la seva Arithmetica integra (en llatí) i el 1553 reedita amb gran quantitat d'afegits l'obra de Christoph Rudolff Coss (en alemany).
El 1547, novament degut a les guerres de religió, es veu obligat a abandonar Holzdorf i es trasllada a Königsberg i a partir de 1559 és professor de la Universitat de Jena on morirà el 1567.

## Obra
En el seu text Arithmetica Integra (1544) inclou una de les versions més antigues del triangle de Pascal; la versió europea més antiga que es coneix és la de Petrus Apianus (1527). Però les aportacions més interessants del llibre són referents a la notació matemàtica emprada:
- Utilitza el símbol {\displaystyle {\sqrt {}}}, com ja havia fet Rudolff, per representar les arrels d'un nombre, però li afegeix l'exponent per expressar el seu grau: quadrada (2), cúbica (3), quarta (4), etc.
- Utilitza exponents negatius {\displaystyle n^{-1},n^{-2},n^{-3},...}, etc. per expressar {\displaystyle 1/n,} {\displaystyle 1/n^{2},} {\displaystyle 1/n^{3},...}[12]
- Relaciona les progressions geomètriques amb la progressió aritmètica dels exponents de la raó, proporcionant la primera idea per al concepte de logaritme que desenvoluparà anys més tard John Napier.

La seva reedició del Coss de Christoph Rudolff (1553), és molt més que una simple revisió, ja que té el doble de pàgines que el seu original, en les quals es dedica a millorar la notació matemàtica emprada pel seu predecessor.
L'obra de Stiffel presenta un panorama complet de la situació de l'àlgebra del seu temps, però la seva influència no serà llarga: el 1545 es publicarà l'Ars Magna de Cardano que renovarà tot el panorama de l'àlgebra renacentista.